# Тайра Бенкс
Тайра Бенкс (на английски: Tyra Banxxx) е американска порнографска актриса, родена на 25 януари 1985 година в град Лос Анджелис, щата Калифорния.
Бенкс дебютира като актриса в порнографската индустрия през 2004 година, когато е на 19 години.